# فرانکتاون (کلرادو)
فرانکتاون (به انگلیسی: Franktown) یک منطقهٔ مسکونی در ایالات متحده آمریکا است که در شهرستان داگلاس، کلرادو واقع شده‌است. فرانکتاون ۷٫۶۶ کیلومتر مربع مساحت و ۳۹۵ نفر جمعیت دارد و ۱٬۸۷۸ متر بالاتر از سطح دریا واقع شده‌است.